# Coupe de France de rugby à XIII 1955-1956
Navigation
Édition précédente Édition suivante
La Coupe de France de rugby à XIII 1955-1956 est la 18e édition de la Coupe de France, compétition à élimination directe mettant aux prises des clubs de rugby à XIII amateurs et professionnels affiliés à la Fédération française de jeu à XIII (aujourd'hui Fédération française de rugby à XIII).

## Phase finale
|  | Huitièmes de finale       | Huitièmes de finale       | Huitièmes de finale           | Huitièmes de finale       |           |           | Quarts de finale                                          | Quarts de finale                                          | Quarts de finale                                          | Quarts de finale                                          |  |  | Demi-finales              | Demi-finales              | Demi-finales              | Demi-finales              |  |  | Finale                     | Finale                     | Finale                     | Finale                     |
|  |                           |                           |                               |                           |           |           |                                                           |                                                           |                                                           |                                                           |  |  |                           |                           |                           |                           |  |  |                            |                            |                            |                            |
|  | Le 4 mars 1956 à Toulouse | Le 4 mars 1956 à Toulouse | Le 4 mars 1956 à Toulouse     | Le 4 mars 1956 à Toulouse |           |           | Le 25 mars 1956 à Marseille et le 5 avril 1956 à Toulouse | Le 25 mars 1956 à Marseille et le 5 avril 1956 à Toulouse | Le 25 mars 1956 à Marseille et le 5 avril 1956 à Toulouse | Le 25 mars 1956 à Marseille et le 5 avril 1956 à Toulouse |  |  | Le 6 mai 1956 à Cavaillon | Le 6 mai 1956 à Cavaillon | Le 6 mai 1956 à Cavaillon | Le 6 mai 1956 à Cavaillon |  |  | Le 20 mai 1956 à Perpignan | Le 20 mai 1956 à Perpignan | Le 20 mai 1956 à Perpignan | Le 20 mai 1956 à Perpignan |
|  | Avignon                   | Avignon                   | 43                            | 43                        |           |           | Le 25 mars 1956 à Marseille et le 5 avril 1956 à Toulouse | Le 25 mars 1956 à Marseille et le 5 avril 1956 à Toulouse | Le 25 mars 1956 à Marseille et le 5 avril 1956 à Toulouse | Le 25 mars 1956 à Marseille et le 5 avril 1956 à Toulouse |  |  | Le 6 mai 1956 à Cavaillon | Le 6 mai 1956 à Cavaillon | Le 6 mai 1956 à Cavaillon | Le 6 mai 1956 à Cavaillon |  |  | Le 20 mai 1956 à Perpignan | Le 20 mai 1956 à Perpignan | Le 20 mai 1956 à Perpignan | Le 20 mai 1956 à Perpignan |
|  | Avignon                   | Avignon                   | 43                            | 43                        |           |           | Le 25 mars 1956 à Marseille et le 5 avril 1956 à Toulouse | Le 25 mars 1956 à Marseille et le 5 avril 1956 à Toulouse | Le 25 mars 1956 à Marseille et le 5 avril 1956 à Toulouse | Le 25 mars 1956 à Marseille et le 5 avril 1956 à Toulouse |  |  | Le 6 mai 1956 à Cavaillon | Le 6 mai 1956 à Cavaillon | Le 6 mai 1956 à Cavaillon | Le 6 mai 1956 à Cavaillon |  |  | Le 20 mai 1956 à Perpignan | Le 20 mai 1956 à Perpignan | Le 20 mai 1956 à Perpignan | Le 20 mai 1956 à Perpignan |
|  | Bayonne                   | Bayonne                   | 13                            | 13                        |           |           | Le 25 mars 1956 à Marseille et le 5 avril 1956 à Toulouse | Le 25 mars 1956 à Marseille et le 5 avril 1956 à Toulouse | Le 25 mars 1956 à Marseille et le 5 avril 1956 à Toulouse | Le 25 mars 1956 à Marseille et le 5 avril 1956 à Toulouse |  |  | Le 6 mai 1956 à Cavaillon | Le 6 mai 1956 à Cavaillon | Le 6 mai 1956 à Cavaillon | Le 6 mai 1956 à Cavaillon |  |  | Le 20 mai 1956 à Perpignan | Le 20 mai 1956 à Perpignan | Le 20 mai 1956 à Perpignan | Le 20 mai 1956 à Perpignan |
|  | Bayonne                   | Bayonne                   | 13                            | 13                        | Avignon   | Avignon   | 6                                                         | 16                                                        |                                                           |                                                           |  |  | Le 6 mai 1956 à Cavaillon | Le 6 mai 1956 à Cavaillon | Le 6 mai 1956 à Cavaillon | Le 6 mai 1956 à Cavaillon |  |  | Le 20 mai 1956 à Perpignan | Le 20 mai 1956 à Perpignan | Le 20 mai 1956 à Perpignan | Le 20 mai 1956 à Perpignan |
|  | Le 4 mars 1956 à Lézignan |                           |                               |                           | Avignon   | Avignon   | 6                                                         | 16                                                        |                                                           |                                                           |  |  | Le 6 mai 1956 à Cavaillon | Le 6 mai 1956 à Cavaillon | Le 6 mai 1956 à Cavaillon | Le 6 mai 1956 à Cavaillon |  |  | Le 20 mai 1956 à Perpignan | Le 20 mai 1956 à Perpignan | Le 20 mai 1956 à Perpignan | Le 20 mai 1956 à Perpignan |
|  |                           |                           | Albi                          | Albi                      | 6         | 8         |                                                           |                                                           |                                                           |                                                           |  |  | Le 6 mai 1956 à Cavaillon | Le 6 mai 1956 à Cavaillon | Le 6 mai 1956 à Cavaillon | Le 6 mai 1956 à Cavaillon |  |  | Le 20 mai 1956 à Perpignan | Le 20 mai 1956 à Perpignan | Le 20 mai 1956 à Perpignan | Le 20 mai 1956 à Perpignan |
|  | Albi                      | Albi                      | Albi                          | Albi                      | 6         | 8         | 12                                                        | 12                                                        |                                                           |                                                           |  |  | Le 6 mai 1956 à Cavaillon | Le 6 mai 1956 à Cavaillon | Le 6 mai 1956 à Cavaillon | Le 6 mai 1956 à Cavaillon |  |  | Le 20 mai 1956 à Perpignan | Le 20 mai 1956 à Perpignan | Le 20 mai 1956 à Perpignan | Le 20 mai 1956 à Perpignan |
|  | Albi                      | Albi                      | Le 25 mars 1956 à Carcassonne |                           |           |           | 12                                                        | 12                                                        |                                                           |                                                           |  |  | Le 6 mai 1956 à Cavaillon | Le 6 mai 1956 à Cavaillon | Le 6 mai 1956 à Cavaillon | Le 6 mai 1956 à Cavaillon |  |  | Le 20 mai 1956 à Perpignan | Le 20 mai 1956 à Perpignan | Le 20 mai 1956 à Perpignan | Le 20 mai 1956 à Perpignan |
|  | Carpentras                | Carpentras                | 0                             | 0                         |           |           |                                                           |                                                           |                                                           |                                                           |  |  | Le 6 mai 1956 à Cavaillon | Le 6 mai 1956 à Cavaillon | Le 6 mai 1956 à Cavaillon | Le 6 mai 1956 à Cavaillon |  |  | Le 20 mai 1956 à Perpignan | Le 20 mai 1956 à Perpignan | Le 20 mai 1956 à Perpignan | Le 20 mai 1956 à Perpignan |
|  | Carpentras                | Carpentras                | 0                             | 0                         | Avignon   | Avignon   | 26                                                        | 26                                                        |                                                           |                                                           |  |  |                           |                           |                           |                           |  |  | Le 20 mai 1956 à Perpignan | Le 20 mai 1956 à Perpignan | Le 20 mai 1956 à Perpignan | Le 20 mai 1956 à Perpignan |
|  | Le 4 mars 1956 à Avignon  |                           |                               |                           | Avignon   | Avignon   | 26                                                        | 26                                                        |                                                           |                                                           |  |  |                           |                           |                           |                           |  |  | Le 20 mai 1956 à Perpignan | Le 20 mai 1956 à Perpignan | Le 20 mai 1956 à Perpignan | Le 20 mai 1956 à Perpignan |
|  |                           |                           | Marseille                     | Marseille                 | 3         | 3         |                                                           |                                                           |                                                           |                                                           |  |  |                           |                           |                           |                           |  |  | Le 20 mai 1956 à Perpignan | Le 20 mai 1956 à Perpignan | Le 20 mai 1956 à Perpignan | Le 20 mai 1956 à Perpignan |
|  | Marseille                 | Marseille                 | Marseille                     | Marseille                 | 3         | 3         | 8                                                         | 8                                                         |                                                           |                                                           |  |  |                           |                           |                           |                           |  |  | Le 20 mai 1956 à Perpignan | Le 20 mai 1956 à Perpignan | Le 20 mai 1956 à Perpignan | Le 20 mai 1956 à Perpignan |
|  | Marseille                 | Marseille                 | Le 6 mai 1956 à Toulouse      |                           |           |           | 8                                                         | 8                                                         |                                                           |                                                           |  |  |                           |                           |                           |                           |  |  | Le 20 mai 1956 à Perpignan | Le 20 mai 1956 à Perpignan | Le 20 mai 1956 à Perpignan | Le 20 mai 1956 à Perpignan |
|  | Cavaillon                 | Cavaillon                 | 5                             | 5                         |           |           |                                                           |                                                           |                                                           |                                                           |  |  |                           |                           |                           |                           |  |  | Le 20 mai 1956 à Perpignan | Le 20 mai 1956 à Perpignan | Le 20 mai 1956 à Perpignan | Le 20 mai 1956 à Perpignan |
|  | Cavaillon                 | Cavaillon                 | 5                             | 5                         | Marseille | Marseille | 12                                                        | 12                                                        |                                                           |                                                           |  |  |                           |                           |                           |                           |  |  | Le 20 mai 1956 à Perpignan | Le 20 mai 1956 à Perpignan | Le 20 mai 1956 à Perpignan | Le 20 mai 1956 à Perpignan |
|  | Le 4 mars 1956 à Albi     |                           |                               |                           | Marseille | Marseille | 12                                                        | 12                                                        |                                                           |                                                           |  |  |                           |                           |                           |                           |  |  | Le 20 mai 1956 à Perpignan | Le 20 mai 1956 à Perpignan | Le 20 mai 1956 à Perpignan | Le 20 mai 1956 à Perpignan |
|  |                           |                           | Villeneuve-sur-Lot            | Villeneuve-sur-Lot        | 10        | 10        |                                                           |                                                           |                                                           |                                                           |  |  |                           |                           |                           |                           |  |  | Le 20 mai 1956 à Perpignan | Le 20 mai 1956 à Perpignan | Le 20 mai 1956 à Perpignan | Le 20 mai 1956 à Perpignan |
|  | Villeneuve-sur-Lot        | Villeneuve-sur-Lot        | Villeneuve-sur-Lot            | Villeneuve-sur-Lot        | 10        | 10        | 3                                                         | 3                                                         |                                                           |                                                           |  |  |                           |                           |                           |                           |  |  | Le 20 mai 1956 à Perpignan | Le 20 mai 1956 à Perpignan | Le 20 mai 1956 à Perpignan | Le 20 mai 1956 à Perpignan |
|  | Villeneuve-sur-Lot        | Villeneuve-sur-Lot        | Le 25 mars 1956 à Paris       |                           |           |           | 3                                                         | 3                                                         |                                                           |                                                           |  |  |                           |                           |                           |                           |  |  | Le 20 mai 1956 à Perpignan | Le 20 mai 1956 à Perpignan | Le 20 mai 1956 à Perpignan | Le 20 mai 1956 à Perpignan |
|  | Lézignan                  | Lézignan                  | 0                             | 0                         |           |           |                                                           |                                                           |                                                           |                                                           |  |  |                           |                           |                           |                           |  |  | Le 20 mai 1956 à Perpignan | Le 20 mai 1956 à Perpignan | Le 20 mai 1956 à Perpignan | Le 20 mai 1956 à Perpignan |
|  | Lézignan                  | Lézignan                  | 0                             | 0                         | Avignon   | Avignon   | 25                                                        | 25                                                        |                                                           |                                                           |  |  |                           |                           |                           |                           |  |  |                            |                            |                            |                            |
|  | Le 4 mars 1956 à Bayonne  |                           |                               |                           | Avignon   | Avignon   | 25                                                        | 25                                                        |                                                           |                                                           |  |  |                           |                           |                           |                           |  |  |                            |                            |                            |                            |
|  |                           |                           | Bordeaux                      | Bordeaux                  | 15        | 15        |                                                           |                                                           |                                                           |                                                           |  |  |                           |                           |                           |                           |  |  |                            |                            |                            |                            |
|  | Bordeaux                  | Bordeaux                  | Bordeaux                      | Bordeaux                  | 15        | 15        | 14                                                        | 14                                                        |                                                           |                                                           |  |  |                           |                           |                           |                           |  |  |                            |                            |                            |                            |
|  | Bordeaux                  | Bordeaux                  |                               |                           |           |           |                                                           | 14                                                        |                                                           |                                                           |  |  |                           |                           |                           |                           |  |  |                            |                            |                            |                            |
|  | XIII Catalan              | XIII Catalan              | 12                            | 12                        |           |           |                                                           |                                                           |                                                           |                                                           |  |  |                           |                           |                           |                           |  |  |                            |                            |                            |                            |
|  | XIII Catalan              | XIII Catalan              | 12                            | 12                        | Bordeaux  | Bordeaux  | 24                                                        | 24                                                        |                                                           |                                                           |  |  |                           |                           |                           |                           |  |  |                            |                            |                            |                            |
|  | Le 4 mars 1956 à Lyon     |                           |                               |                           | Bordeaux  | Bordeaux  | 24                                                        | 24                                                        |                                                           |                                                           |  |  |                           |                           |                           |                           |  |  |                            |                            |                            |                            |
|  |                           |                           | Lyon                          | Lyon                      | 17        | 17        |                                                           |                                                           |                                                           |                                                           |  |  |                           |                           |                           |                           |  |  |                            |                            |                            |                            |
|  | Lyon                      | Lyon                      | Lyon                          | Lyon                      | 17        | 17        | 14                                                        | 14                                                        |                                                           |                                                           |  |  |                           |                           |                           |                           |  |  |                            |                            |                            |                            |
|  | Lyon                      | Lyon                      | Le 25 mars 1956 à Bordeaux    |                           |           |           | 14                                                        | 14                                                        |                                                           |                                                           |  |  |                           |                           |                           |                           |  |  |                            |                            |                            |                            |
|  | Limoux                    | Limoux                    | 5                             | 5                         |           |           |                                                           |                                                           |                                                           |                                                           |  |  |                           |                           |                           |                           |  |  |                            |                            |                            |                            |
|  | Limoux                    | Limoux                    | 5                             | 5                         | Bordeaux  | Bordeaux  | 34                                                        | 34                                                        |                                                           |                                                           |  |  |                           |                           |                           |                           |  |  |                            |                            |                            |                            |
|  | Le 4 mars 1956 à Nîmes    |                           |                               |                           | Bordeaux  | Bordeaux  | 34                                                        | 34                                                        |                                                           |                                                           |  |  |                           |                           |                           |                           |  |  |                            |                            |                            |                            |
|  |                           |                           | Toulouse                      | Toulouse                  | 25        | 25        |                                                           |                                                           |                                                           |                                                           |  |  |                           |                           |                           |                           |  |  |                            |                            |                            |                            |
|  | Toulouse                  | Toulouse                  | Toulouse                      | Toulouse                  | 25        | 25        | 41                                                        | 41                                                        |                                                           |                                                           |  |  |                           |                           |                           |                           |  |  |                            |                            |                            |                            |
|  | Toulouse                  | Toulouse                  |                               |                           |           |           |                                                           | 41                                                        |                                                           |                                                           |  |  |                           |                           |                           |                           |  |  |                            |                            |                            |                            |
|  | Vaulx-en-Velin            | Vaulx-en-Velin            | 13                            | 13                        |           |           |                                                           |                                                           |                                                           |                                                           |  |  |                           |                           |                           |                           |  |  |                            |                            |                            |                            |
|  | Vaulx-en-Velin            | Vaulx-en-Velin            | 13                            | 13                        | Toulouse  | Toulouse  | 11                                                        | 11                                                        |                                                           |                                                           |  |  |                           |                           |                           |                           |  |  |                            |                            |                            |                            |
|  | Le 4 mars 1956 à Bordeaux |                           |                               |                           | Toulouse  | Toulouse  | 11                                                        | 11                                                        |                                                           |                                                           |  |  |                           |                           |                           |                           |  |  |                            |                            |                            |                            |
|  |                           |                           | Carcassonne                   | Carcassonne               | 7         | 7         |                                                           |                                                           |                                                           |                                                           |  |  |                           |                           |                           |                           |  |  |                            |                            |                            |                            |
|  | Carcassonne               | Carcassonne               | Carcassonne                   | Carcassonne               | 7         | 7         | 40                                                        | 40                                                        |                                                           |                                                           |  |  |                           |                           |                           |                           |  |  |                            |                            |                            |                            |
|  | Carcassonne               | Carcassonne               |                               |                           |           |           |                                                           | 40                                                        |                                                           |                                                           |  |  |                           |                           |                           |                           |  |  |                            |                            |                            |                            |
|  | Celtic de Paris           | Celtic de Paris           | 15                            | 15                        |           |           |                                                           |                                                           |                                                           |                                                           |  |  |                           |                           |                           |                           |  |  |                            |                            |                            |                            |
|  | Celtic de Paris           | Celtic de Paris           | 15                            | 15                        |           |           |                                                           |                                                           |                                                           |                                                           |  |  |                           |                           |                           |                           |  |  |                            |                            |                            |                            |
|  |                           |                           |                               |                           |           |           |                                                           |                                                           |                                                           |                                                           |  |  |                           |                           |                           |                           |  |  |                            |                            |                            |                            |

## Finale - 20 mai 1956
(mt : 9 - 12)
Points marqués :
- Avignon : 7 essais de Maigre (2e), G. Delaye (?), Béraud (30e et ?), de Grangeon (42e et ?), Casas (?) ; 2 transformations de Rouqueirol (42e et ?).
- Bordeaux : 3 essais de Treihles (?), Ducasse (30e) et Lueza (?) ; 2 transformations d'Audy (? et 30e) ; 1 pénalité d'Audy (15e).

Arbitre : M. Ribas (Perpignan)
Évolution du score : 3-0, 6-0, 6-2 6-7, 9-7, 9-12 (mi-temps), 14-12, 19-12, 22-12, 25-12, 25-15.
Spectateurs : 
Composition des équipes :
- Avignon : Maurice Fabvre - Jacques Maigre, Robert Grangeon, Jacques Merquey, Henri Cazade - Georges Rascol (o), René Jean (m) - Jacques Fabre, André Casas, André Béraud, Guy Delaye, Augustin Parent, Jean Rouqueirol - Entraîneur : Abel Mayen
- Bordeaux : Mora - André Ducasse, Jean Hatchondo, Yves Treilhes, Raymond Contrastin - André Audy (o), Jean-Michel Lueza (m) - Soulier, Adolphe Inza, Francis Palats, Armand Save, Clément Andrinople, Christian Duplé - Entraîneur : Jean Duhau

Bordeaux ne peut compter sur la présence d'Angélo Boldini blessé.